# Oddur
Oddur o Uddùr (anche detta Xuddur, Hudur, Huddur Hadama, Hodur) è una città della Somalia, capoluogo della provincia omonima e della regione di Bakool. Conta 13 900 abitanti secondo il censimento 2007. La maggior parte degli abitanti appartiene al clan degli Hadame.

## Descrizione generale
La città si trova a 4° 7′ di latitudine nord e a 43° 53′ di longitudine est; è collocata nella Somalia sud-occidentale, circa 300 chilometri a nord-ovest di Mogadiscio, vicino al confine etiope. Prima che iniziasse la Guerra civile somala Oddur era una base strategica dell'Aeronautica militare somala.
Dopo lo scoppio della guerra nel 1991, la città è cresciuta in modo abbastanza tranquillo rispetto agli altri centri somali ed è stata interessata in misura minore da scontri e devastazioni. La città, come l'intera regione di Bakool, è stata coinvolta solo molto marginalmente dall'avanzata dell'Unione delle Corti Islamiche.
Nel febbraio 2009  il gruppo terroristico islamico Al-Shabaab ha preso il controllo della città sottraendolo al Governo Federale di Transizione, che con l'aiuto delle forze etiopi è riuscito a riconquistarla nel marzo 2012.
All'inizio del luglio 2012 i militanti di Al-Shabaab hanno pesantemente attaccato le truppe governative proprio a Oddur, con perdite per entrambe le parti ed anche tra i civili.
Tali scontri si sono ripetuti nel novembre dello stesso anno, causando la morte di 8 miliziani islamici.